# Локате-ди-Триульци
Локате-ди-Триульци (итал. Locate di Triulzi) — коммуна в Италии, в провинции Милан области Ломбардия.
Население составляет 8574 человека (на 2004 г.), плотность населения составляет 682 чел./км². Занимает площадь 12 км². Почтовый индекс — 20085. Телефонный код — 02.
Покровителем коммуны почитается святой Виктор Мавр. Праздник ежегодно празднуется 8 мая.